# Glossosoma merecum
Glossosoma merecum là một loài Trichoptera trong họ Glossosomatidae. Chúng phân bố ở miền Tân bắc.